# Adam DeVine
Adam Patrick DeVine (Waterloo, 7 de novembro de 1983) é um ator, comediante, cantor, roteirista, produtor executivo e ator de voz norte-americano.

## Biografia
Adam DeVine nasceu em Waterloo, Iowa, filho de Dennis e Penny DeVine. Formou-se em 2002 na Millard South High School, em Omaha, Nebraska.
Em junho de 1995, quando tinha 11 anos, foi atingido por um caminhão de concreto de 42 toneladas enquanto andava de bicicleta, resultando em fraturas múltiplas para ambas as pernas que exigiram várias cirurgias ao longo de três anos; demorou dois anos para re-aprender a andar novamente.
Ele frequentou a Orange Coast College em Costa Mesa, junto com seu futuro colega de elenco Blake Anderson. Mais tarde mudou-se para Los Angeles onde começou a trabalhar como um comediante de stand up e ator.

## Filmografia

### Cinema
| Ano  | Título                                                  | Personagem       | Nota                            |
| ---- | ------------------------------------------------------- | ---------------- | ------------------------------- |
| 2007 | Mama's Boy                                              | Alhorn           |                                 |
| 2009 | Ratko: The Dictator's Son                               | Chris            |                                 |
| 2011 | National Lampoon's 301: The Legend of Awesomest Maximus | Ephor 1          |                                 |
| 2012 | A Escolha Perfeita                                      | Bumper Allen     |                                 |
| 2014 | Vizinhos                                                | Beer Pong Guy #1 | Participação Especial           |
| 2015 | Terror nos Bastidores                                   | Kurt             |                                 |
| 2015 | A Escolha Perfeita 2                                    | Bumper Allen     |                                 |
| 2015 | O Estagiário                                            | Jason            |                                 |
| 2016 | Os Caças-Noivas                                         | Mike Stangle     |                                 |
| 2016 | A Era do Gelo: O Big Bang                               | Julian (voz)     |                                 |
| 2016 | Why Him?                                                |                  |                                 |
| 2017 | LEGO Batman: O Filme                                    | Flash            | Dublagem Original               |
| 2018 | Quando nos Conhecemos                                   | Noah Ashby       | Filme Original Netflix          |
| 2018 | Game Over, Man!                                         | Alexxx           | Filme Original Netflix          |
| 2018 | Magic Camp                                              | Andy             | Pós-Produção                    |
| 2019 | Megarromântico                                          | Josh             | Pós-Produção                    |
| 2020 | Jexi                                                    | Phil             |                                 |
| 2023 | Meus Sogros Tão Pro Crime                               | Owen Browning    | Filme Original Netflix Produtor |

### Televisão
| Ano           | Título                                        | Personagem                             | Nota                                                           |
| ------------- | --------------------------------------------- | -------------------------------------- | -------------------------------------------------------------- |
| 2006-2008     | Crossbows & Mustaches                         | Steve Wolf / Steve Jobs                | 10 episódios Também co-criador, roteirista, produtor executivo |
| 2007          | Nick Cannon Presents: Short Circuitz          | Teen                                   | Temporada 1, Episódio 1                                        |
| 2007          | The Minor Accomplishments of Jackie Woodman   | Toby                                   | Temporada 2, Episódio 1                                        |
| 2008          | Special Delivery                              | Ele mesmo                              | Episódio: "Strike a Pose"                                      |
| 2008          | 420 Special: Attack of the Show! from Jamaica | Bull Doozer                            | Telefilme                                                      |
| 2008          | The Dude's House                              | Ele mesmo                              | 3 episódios Também co-criador, roteirista, produtor executivo  |
| 2008          | Frank TV                                      | Waiter / Jack Gerber                   | 2 episódios                                                    |
| 2008          | 5th Year                                      | Ele mesmo                              | 5 episódios                                                    |
| 2009          | Better Off Ted                                | Josh                                   | Temporada 1, Episódio 5                                        |
| 2009          | Samantha Who?                                 | Tyler                                  | Temporada 2, Episódios 17 e 19                                 |
| 2011          | Traffic Light                                 | Tobey                                  | Episódio 7                                                     |
| 2011-2017     | Workaholics                                   | Adam DeMamp                            | 66 episódios Também co-criador, roteirista, produtor executivo |
| 2012          | Tron: Uprising                                | Galt (voz)                             | Temporada 1, Episódio 5                                        |
| 2013          | Community                                     | Willy                                  | Temporada 4, Episódio 5                                        |
| 2013          | Arrested Development                          | Starsky                                | Temporada 4, Episódio 1                                        |
| 2013          | Comedy Bang! Bang!                            | Nick                                   | Temporada 2, Episódio 8                                        |
| 2013          | Super Fun Night                               | Jason                                  | Episódio: "Pilot"                                              |
| 2013-2016     | Modern Family                                 | Andy Bailey                            | 21 episódios                                                   |
| 2013-presente | Adam DeVine's House Party                     | Ele mesmo                              | 18 episódios Também criador, roteirista, produtor executivo    |
| 2013-2017     | Titio Avô                                     | Pizza Steve / Henry / Vozes adicionais | 26 episódios                                                   |
| 2014          | Sanjay e Craig                                | Raska Boosh (voz)                      | Temporada 1, Episódio 16                                       |
| 2014          | American Dad!                                 | (Voz)                                  | Temporada 9, Episódio 15 Temporada 11, Episódio 3              |
| 2014-2017     | Penn Zero: Part-Time Hero                     | Boone Wiseman (voz)                    | 21 episódios                                                   |
| 2015          | Steven Universe                               | Pizza Steve (voz)                      | Temporada 2, Episódio 4                                        |
| 2015          | Sin City Saints                               | Matty                                  | Episódio 6                                                     |
| 2015          | Drunk History                                 | Pavel Belyayev                         | Temporada 3, Episódio 13                                       |